# Chajul
El municipi de Chajul forma part del departament de El Quiché.
El seu nom deriva del vocable Chaj que significa pi i del vocable jul que vol dir enllumenar, o sigui pi per enllumenar.
Aquest municipi està situat a la Sierra Cuchumatanes, on es localitza la reserva de la biofera Vivís-Cabá, també coneguda com a Zona Reina. Aquest municipi forma part del Triangle Ixil juntament amb San Juan Cotzal i Santa Maria Nebaj.